# Carl Samuel Keener
Carl Samuel Keener ( 1931 - ) es un botánico estadounidense, que desarrolló su carrera académica en la Universidad de Pensilvania, alcanzando la posición de profesor emérito de Biología, y curador del Herbario.

## Algunas publicaciones
- 1959. Regarding certain evolutionary concepts as formulated by Christian biologists. 18 pp.

### Libros
- 1960. A preliminary catalogue of the flora of Lebanon County, Pennsylvania. 420 pp.

- La abreviatura «Keener» se emplea para indicar a Carl Samuel Keener como autoridad en la descripción y clasificación científica de los vegetales.[2]